# Cheilolejeunea rufescens
Cheilolejeunea rufescens là một loài Rêu trong họ Lejeuneaceae. Loài này được (Lindenb.) Grolle mô tả khoa học đầu tiên năm 1982.